# Вбивство Мартіна Лютера Кінга
Мартін Лютер Кінг-молодший, американський правозахисник, убитий у Мемфісі, штат Теннессі, 4 квітня 1968 року, у віці 39 років. Вбивця, Джеймс Ерл Рей, був заарештований в лондонському аеропорту Хітроу, екстрадований у США і звинувачений у вбивстві. 10 березня 1969 року Рей був визнаний винним і засуджений до 99 років ув'язнення в окружній в'язниці штату Теннессі. Подальші спроби Рея оскаржити рішення і постати перед комісією присяжних не увінчалися успіхом, він помер у в'язниці 23 квітня 1998 року у віці 70 років.

## До замаху
У березні 1968 року Кінг вирушив до Мемфіса, Теннессі, де збирався підтримати страйк афроамериканських сміттярів. Робітники оголосили страйк 11 лютого 1968 року на знак протесту проти нерівних зарплат і умов роботи. У той час місто платило чорним робітникам значно менше, ніж білим. До того ж, на відміну від своїх білих колег по роботі, чорні не отримували плату, якщо залишалися вдома через погану погоду, отже, чорним робітникам доводилося працювати і під час злив і хуртовин.
3 квітня Кінг повернувся в Мемфіс, щоб виголосити промову в храмі Мейсона (штаб-квартира Церкви Бога у Христі). Його рейс в Мемфіс перенесли у зв'язку із загрозою вибуху його літака. У цей день Мартін Лютер Кінг виголосив останню промову у своєму житті, також відому як «Я був на вершині гори». Ближче до кінця своєї промови він згадав про загрозу його вбивства:
«І потім я вирушив у Мемфіс. І деякі почали говорити про загрози… або говорити про загрози, яких не було. Що може зі мною статися через наших хворих білих братів?
Я не знаю, що станеться зараз. У нас попереду важкі дні. Але це не відноситься до мене. Тому що я був на вершині гори. І мене це не турбує. Як будь-хто, я б хотів прожити довге життя. Довголіття значиме. Але я не думаю про це зараз. Я просто хочу виконати волю Господа. Він дозволив мені піднятися на вершину гори. І я озирнувся. І я побачив землю обітовану. Я, можливо, не доберуся з вами до неї. Але я хочу, щоб ви знали, що ми як народ доберемося до землі обітованої! І я такий щасливий сьогодні! І я ні про що не хвилююся! Я не боюся нікого. Мої очі побачили велич Бога!»

## Вбивство

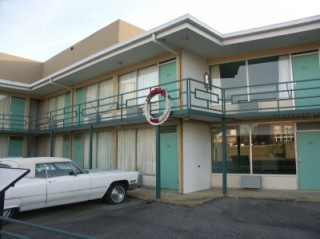
Мотель «Лорейн», де був убитий Кінг. Зараз у ньому розташований Національний музей цивільних прав

Кінг забронював номер 306 у мотелі «Лорейн» у Мемфісі, яким володів чорношкірий підприємець Волтер Бейлі (мотель носив назву на честь його дружини). Близький друг і колега Кінга, преподобний Ральф Девід Абернетлі був присутній при замаху.

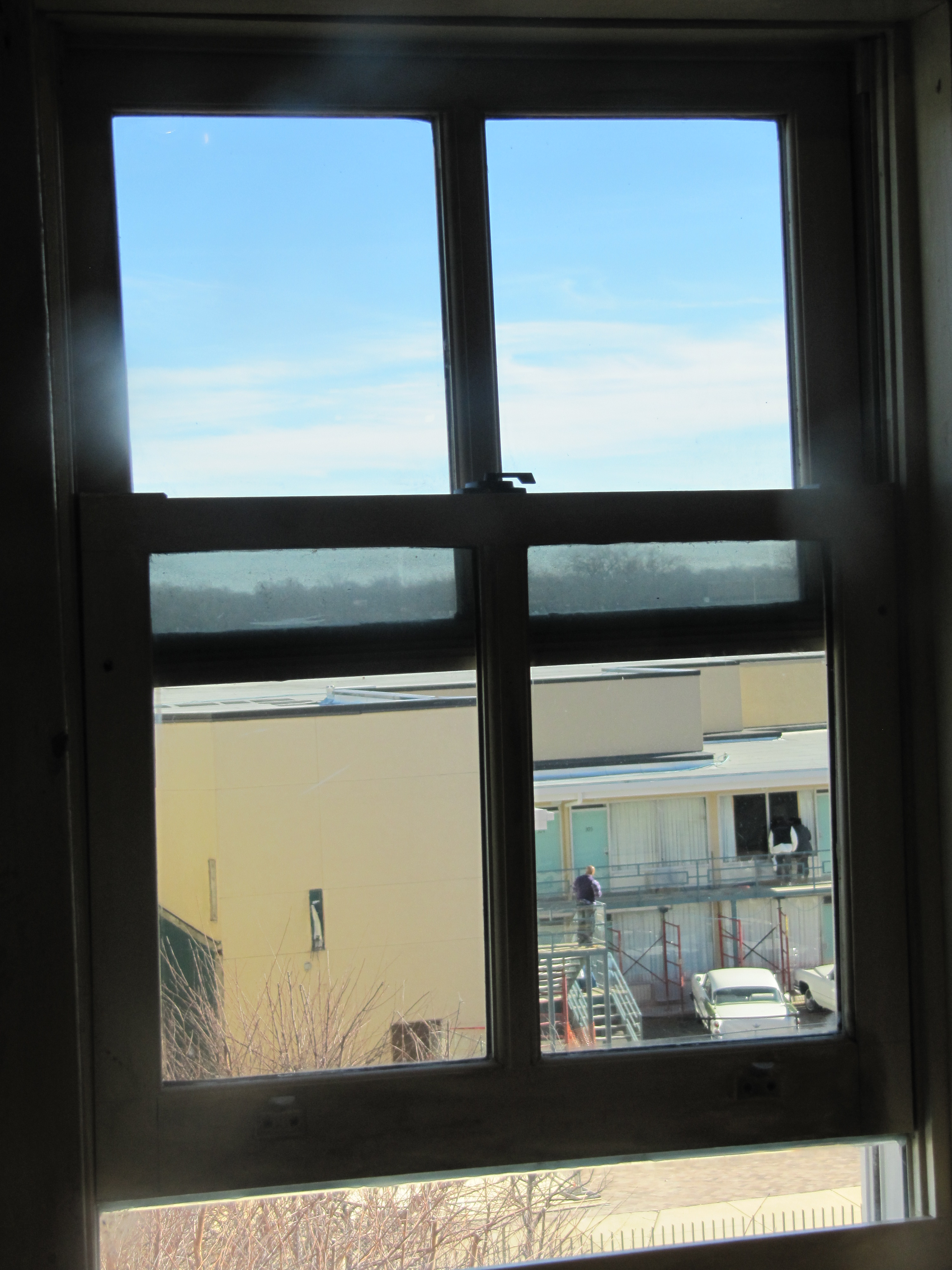
Вид на готель «Лорейн», з другого поверху вікна ванни в пансіонаті, звідки Джеймс Ерл Рей, як стверджував, здійснив фатальний постріл у Мартіна Лютера Кінга

Згідно з біографом Тейлором Бранчем, останні слова Кінга були адресовані музиканту Бену Бранчу. Бранч повинен був грати на концерті, який Мартін Лютер збирався відвідати. Кінг сказав: «Бен, обов'язково зіграй „Take My Hand, Precious Lord“ на сьогоднішній зустрічі. Зіграй її по-справжньому добре».
О 18:01 за місцевим часом 4 квітня 1968 року, коли Кінг стояв на балконі другого поверху мотелю, у нього потрапила єдина куля, випущена з гвинтівки. Куля пройшла через праву частину шиї і глотку, потім, пройшовши через спинний мозок, зупинилася в його плечі.
Кінга терміново доправили у госпіталь св. Йосифа, де лікарі провели прямий масаж серця. Про його смерть оголосили о 19:05.

## Наступні події

### Промова Роберта Кеннеді
Промову з приводу вбивства виголосив сенатор від штату Нью-Йорк Роберт Кеннеді (якого вбили 2 місяцями пізніше), 4 квітня 1968 року. Роберт Кеннеді проводив кампанію з висунення від демократичної партії на президентські вибори 1968 року і цього дня вже виступав в Нотердамському університеті та університеті Бола. Перед посадкою на літак на Індіанаполіс, де він повинен був вимовити останню промову у своїй кампанії, він дізнався, що на Кінга скоїли замах. Він не знав, що поранення Кінга було смертельним доти, доки літак не сів у Індіанаполісі.
Прессекретар і спічрайтер швидко написали промову для Роберта Кеннеді з приводу вбивства, але Роберт відмовився від їх версії, натомість виголосив промову, яку сам написав під час польоту. Незадовго до початку промови начальник поліції Індіанаполіса поінформував Роберта Кеннеді, що не зможе забезпечити належну охорону, але Роберт, незважаючи на це, вирішив виступити. Його промова тривала всього 4 хвилини 57 секунд.
Він був першим, хто публічно повідомив людям про смерть Мартіна Лютера Кінга, чим викликав крики та зойки в натовпі.
Деякі з помічників Роберта Кеннеді не виключали можливість того, що звістка про вбивство Кінга може викликати громадські заворушення. Коли юрба затихла, Роберт Кеннеді зізнався, що він сповнений злості, особливо через той факт, що, швидше за все, убивця був білий і він сповнений тих же почуттів, які він відчував після вбивства свого брата, Джона Фіцджеральда Кеннеді. Його помічники були здивовані такими заявами Роберта, оскільки він ніколи не говорив про смерть брата. Роберт Кеннеді продовжив свою промову і заявив, що країні доведеться докласти зусиль, щоб «подолати ці досить складні часи», і виголосив цитату з твору грецького поета Есхіла (якого Роберт Кеннеді називав своїм улюбленим автором). Наприкінці промови Роберт Кеннеді заявив, що країна потребує єдності темношкірого і білого населення, попросив присутніх помолитися за сім'ю Кінга і за країну і виголосив ще одну давньогрецьку цитату «Давайте присвятимо себе тому, про що стародавні греки писали багато століть тому: приборкання людської жорстокості та побудови світу доброго і спокійного».

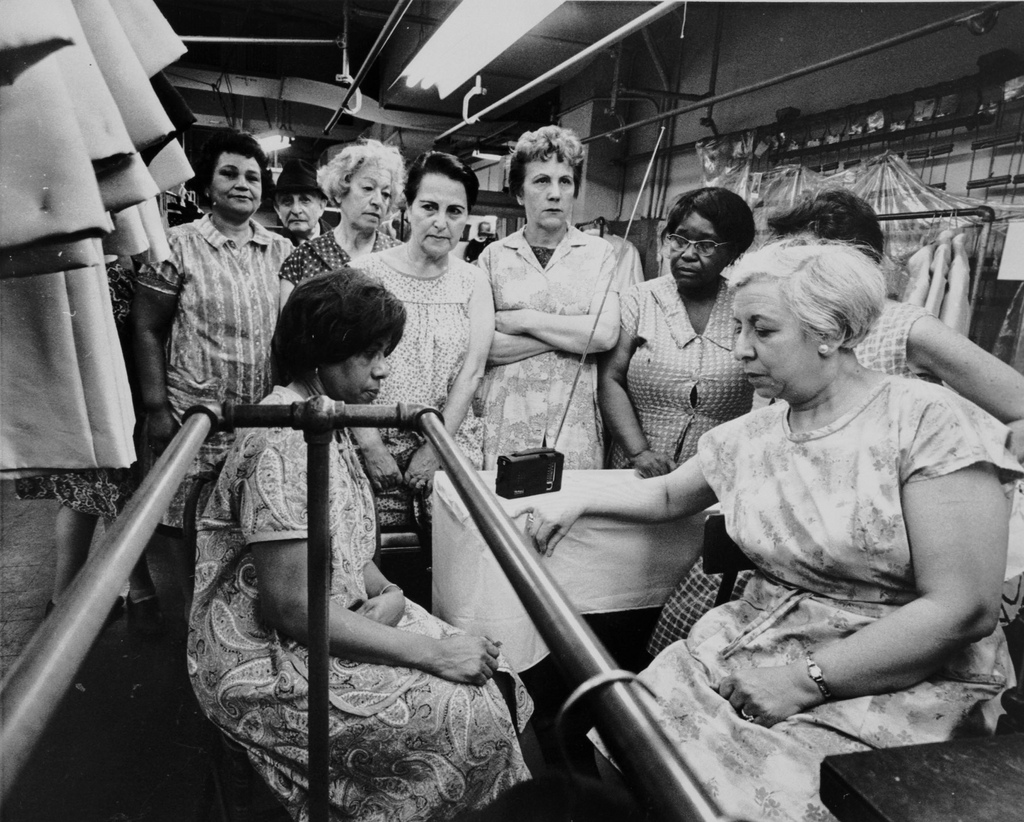
Працівники магазину одягу Abe Schrader слухають похоронну службу Мартіна Лютера Кінга-молодшого на портативному радіо. 8 квітня 1968 року.

### Заворушення
Убивство Мартіна Лютера Кінга призвело до хвилі заворушень на території всієї країни, в більш ніж 60 містах. Через п'ять днів президент Ліндон Джонсон оголосив про введення національного дня жалоби за померлими борцями за громадянські права. Близько 300 тисяч людей прийшли на похорон Кінга. Замість президента на похорон поїхав віцепрезидент Г'юберт Гемфрі. Сам президент був на зустрічі, присвяченій війні у В'єтнамі, яка проходила на військовій базі Кемп-Девід. Запис останньої проповіді Кінга, яка прозвучала в Ебензерській баптиській церкві, звучав на його похороні. У цій проповіді він просить не згадувати про його нагороди і почесті на похороні, але він хотів донести до людей те, що він намагався нагодувати «голодних», «одягнути голих», «бути чесним з питань війни у В'єтнамі» і «любити і служити людству». На прохання Кінга, його подруга Махалія Джексон виконала його улюблений гімн «Take My Hand, Precious Lord» на його похороні.
Після вбивства питання, пов'язане зі страйком сміттярів в Мемфісі, вирішили на користь темношкірих робітників.

#### Заворушення у Вашингтоні
Убивство М. Кінга спричинило заворушення 4-8 квітня у Вашингтоні. Заворушення відбулись у понад 110 містах по всій країні, у тому числі у таких великих містах як Вашингтон, Чикаго і Балтимор.

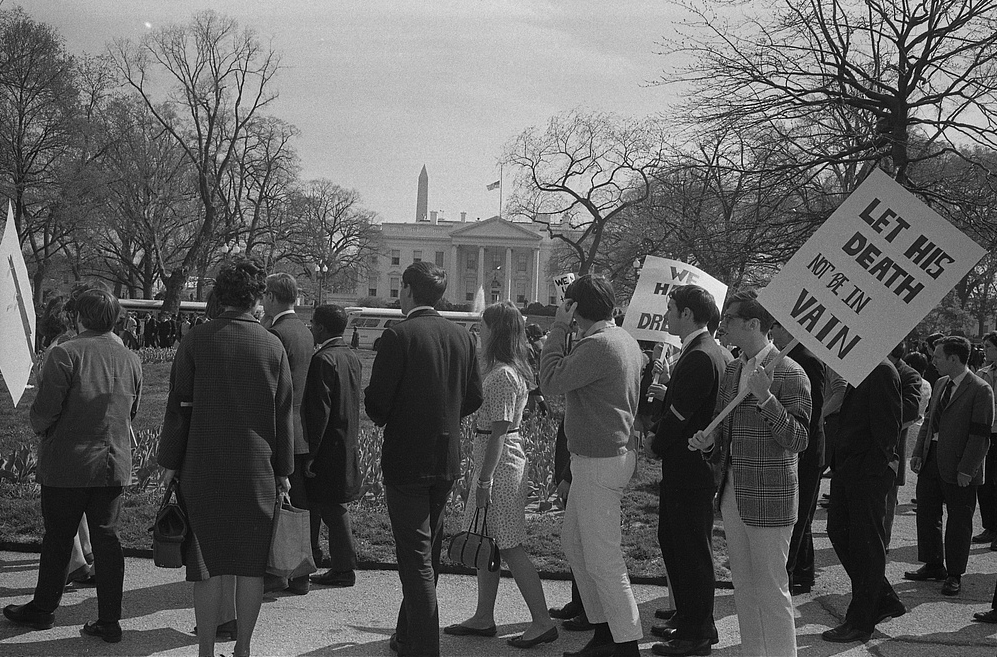
Демонстранти з плакатами, на одному з яких написано «Нехай не буде його смерть даремною», перед Білим домом після вбивства Мартіна Лютера Кінга, квітень 1968

Нові вакансії на державній службі залучили безліч людей на початку 1960-х у Вашингтон. Райони, населені чорними з середнього класу, процвітали. Попри офіційне скасування расової сегрегації, деякі квартали Вашингтона залишалися центрами ділового життя виключно темношкірих американців.
Як тільки новина про вбивство Кінга поширилася в чорних кварталах, люди почали виходити на вулиці і збиратися разом. Спочатку спокійний, пізніше натовп вийшли з-під контролю і почав громити і грабувати магазини, бити скло.
Мер міста Волтер Вашингтон наказав прибрати наслідки заворушень і розчистити вулиці до світанку. Але до ранку п'ятниці настрої в натовпі залишалися настільки ж войовничими. Відбулося кілька сутичок між бунтівниками і поліцією. До полудня деякі будівлі підпалили, але пожежники не могли до них дістатися через масштабні заворушення.
Натовп з 20 000 осіб приголомшив загін поліції чисельністю 100 чоловік. Президент Ліндон Джонсон негайно відправив на допомогу близько 13 600 федеральних військових. Морські піхотинці встановили на сходах Капітолія кулемети, а солдатів 3-ї піхотної дивізії доправили і на охорону Білого Дому. В один момент, 5 квітня, натовп перебував усього в двох кварталах від Білого Дому, але пізніше відступив. Мер міста ввів комендантську годину і заборону на продаж алкоголю і зброї на території міста. До того моменту як заворушення вляглися, у неділю, 8 квітня, загинули 12 людей (переважно через пожежі у будинках), 1 097 осіб зазнали поранень і більше 6 000 — заарештували. Спалили близько 1 200 будівель, з яких близько 900 — магазини.
Заворушення завдали серйозної шкоди економіці Вашингтона. Унаслідок численних руйнувань втратили багато робочих місць, а ціни на страховку злетіли до небувалого рівня, що викликало зростання цін на житло. Рівень злочинності у постраждалих кварталах стрімко виріс.

#### Заворушення в Балтиморі
Погроми в Балтиморі почалися на наступний день після вбивства Кінга. Коли 6 квітня 1968 року вони набрали силу, губернатор штату Меріленд Спіро Агню закликав тисячі бійців Національної Гвардії і близько 500 поліцейських Меріленду припинити народне хвилювання. Коли стало зрозуміло, що сили штату не в змозі контролювати бунтівників, губернатор запросив федеральні війська у президента Джонсона. Існують деякі суперечності, було це все «бунтом», «народним хвилюванням» або ж «повстанням». Безумовно, ці події відбулись після вбивства Мартіна Лютера Кінга, але вони також були доказом потужного громадського невдоволення афроамериканської частини населення.
До вечора неділі 5 тисяч повітряних десантників, військових інженерів і артилеристів з 18 повітряно-десантного корпусу, розташованого в Форт Брегг, Північна Каліфорнія, перебували на вулицях Балтимору. Велика частина військовослужбовців пройшли підготовку з управління заворушеннями, у тому числі спеціальну снайперську підготовку. Через 2 дні до них приєдналася одна бригада легкої піхоти. З присутністю військових і поліції на вулицях міста, заворушення почали затихати.
До моменту закінчення заворушень загинуло 6 осіб, близько 700 — поранені, 4500 осіб заарештували і зафіксували більше тисячі підпалів. Більше тисячі підприємств розграбували і спалили. Більшість з них більше ніколи не відкрилися. Загальний збиток склав близько 13,5 мільйонів доларів (за цінами 1968 року).
Одним з головних результатів погромів стало те, що публічна критика лідерів чорних рухів, висловлена губернатором Агню, не тільки викликала сильне невдоволення темношкірого населення і білих лібералів, але привернула увагу Річарда Ніксона, який шукав кандидата на пост віцепрезидента для своєї кампанії з обрання в президенти США. Урешті-решт Спіро Агню став віцепрезидентом США.

#### Заворушення в Луїсвіллі
Масові заворушення в Луїсвіллі, штат Кентуккі, пов'язують з убивством Кінга. 27 травня 1968 року натовп чисельністю близько 400 осіб, переважно темношкірі, зібралися на розі 28 і Грінвуд у кварталі Паркленд. Це перехрестя, як і Паркленд загалом, перетворилися в один з центрів чорної спільноти, оскільки місцеве відділення НАСПКН відкрилося саме в цьому районі.
Натовп протестував проти можливого відновлення практики білих офіцерів, забороненої кількома тижнями раніше. Кілька лідерів співтовариства повідомили натовпу, що не дійшли такого рішення, і натовп почав розходитися. Незважаючи на це, по натовпу почали поширюватися чутки про те, що рейс представника Координаційного Комітету Студентів Проти Насильства в Луїзіану навмисно відклали білі (з'ясувалося, що це була неправда). Після того як натовп почав кидатися пляшками, протестувальники остаточно вийшли з-під контролю. Несвоєчасна і слабка реакція поліції ще більше розлютила натовп, який продовжував зростати. Поліція, включно з капітаном, якому кинутою пляшкою розбили обличчя, була змушена відступити, залишивши після себе патрульну машину, яку пізніше перевернули й підпалили.
До півночі протестувальники розграбували декілька магазинів, перевернули кілька машин і влаштували серію підпалів.
Упродовж години мер Кеннет Шмід запросив 700 військових Національної Гвардії Кентуккі і встановив в місті комендантську годину. Жорстокість і вандалізм продовжували вирувати і наступного дня, але були придушені до 29 травня. Власники магазинів почали в них повертатися, незважаючи на те, що війська знаходилися в місті до 4 червня. Під час заворушень провели 472 арешти. Двох чорних підлітків убили. Завдали збитків близько 200 тис. доларів.

## Затримання і суд над вбивцею
Через два місяці після вбивства Кінга, 10 червня 1968 року, підозрюваний у ньому Джеймса Ерла Грея схопили в лондонському аеропорту Хітроу під час того, як він намагався вилетіти з Англії або в Анголу, Родезію або в Південну Африку, використовуючи для цього підроблений канадський паспорт на ім'я Рамона Георга Снейда. Рея негайно екстрадували в Теннессі і звинуватили у вбивстві Кінга. Там він зізнався у скоєнні злочину, хоча через 3 дні відрікся від своїх слів.
За порадою свого адвоката Рей пішов на угоду з правосуддям і добровільно визнав свою провину, завдяки чому уникнув страти (яка загрожувала б йому, якби його викрили в ході судового процесу). Унаслідок цього його засудили на термін до 99 років.
Рей звільнив свого захисника, посилаючись на те, що той був частиною урядової змови проти нього самого. Весь залишок свого життя він провів у спробах оскаржити свій вирок, але всі ці спроби успіхом не закінчилися.

### Втеча
Рей і ще семеро ув'язнених утекли з в'язниці, розташованої в місті Петрос, Теннессі 10 червня 1977 року. Усі втікачі були спіймані 13 червня і повернуті до в'язниці. До терміну Рея додали ще рік за втечу, тому загалом його термін склав 100 років.

## Повторний судовий процес
1997 року син Кінга Декстер зустрівся з Реєм і публічно підтримав бажання Рея домогтися повторного слухання. Лойда Джоуверса, власника ресторану в Мемфісі, притягнули до цивільної відповідальності за звинуваченням у тому, що він був частиною змови щодо вбивства Кінга, і сім'ї Кінга присудили 100 доларів компенсації.
Доктор Вільям Пеппер залишався адвокатом Рея до моменту смерті свого підзахисного і діяв від імені родини Кінга. Сім'я висловлювала сумніви у причетності Рея до вбивства Мартіна Лютера Кінга.

## Заяви про змову
Висловлювались думки, що Рея використали як «козла відпущення» у цій справі, так само як Лі Гарві Освальда використали у справі про вбивство Джона Кеннеді. Одним з доказів прихильників версії змови було те, що свідчення Рея були отримані під загрозою винесення смертного вироку.
Багато також посилалися на неоднозначні результати балістичної експертизи гвинтівки, з якої ймовірно зробили фатальний постріл, яка не змогла точно довести провину Рея і те, що ця зброя взагалі використовувалась при вбивстві. Крім того, люди, які були з Кінгом на момент замаху, заявляли, що постріл зробили з іншого боку, ніж стверджувало слідство.

## Цікаві факти
Убивство Мартіна Лютера Кінга надихнуло американську активістку антирасизму Джейн Елліотт на створення експерименту «Блакитноокі/Кароокі», у якому учасники розділялися на «привілейовану» і «гноблену» групи; експеримент дозволяв учасникам відчути на собі негативний ефект дискримінації і просувався як стратегія з протидії расизму.